# Zülpich
Zülpich é uma cidade da Alemanha, chamada Tolbíaco (em latim: Tolbiacum) ou Tolbiac no período romano, localizado no distrito de  Euskirchen, Renânia do Norte-Vestfália.
Em 496, na Batalha de Tolbiac, os francos de Clóvis derrotam os alamanos. Em 612 Teodorico II da Borgonha ,saiu vitorioso de uma batalha com o seu irmão Teodeberto II da Austrásia.